# John Hawkins (autor)
Sir John Hawkins (29 de marzo de 1719 - 21 de mayo de 1789) fue un jurista, autor, y musicólogo inglés, autor de la primera historia de la música en lengua inglesa. Amigo de Samuel Johnson y de Horace Walpole, Hawkins formó parte de varios clubes literarios fundados por Johnson, codeándose con numerosas personalidades literarias y artísticas de su época. Sin embargo, poco después de su formación en 1764 abandonó The Club tras un desacuerdo con algunos de sus integrantes. Pese a ello, su amistad con Johnson continuó y fue nombrado uno de los albaceas testamentarios de Johnson.
A lo largo de su vida escribió muchas obras, entre ellas A General History of the Science and Practice of Music  (Historia General de la Ciencia y Práctica de la Música) y su Vida de Samuel Johnson en memoria de su amigo Samuel Johnson. Fue nombrado magistrado y más tarde presidente de la Sala de Distrito de Middlesex. Por sus servicios como juez, Hawkins fue nombrado caballero en 1772.

## Biografía
Hawkins nación en Londres en 1719, hijo de un arquitecto que lo educó para que siguiera sus pasos. Sin embargo, acabó por convertirse en aprendiz de un pasante y se convirtió en abogado. Antes de cumplir los 30 años se había convertido en un exitoso abogado, y en 1753 se casó con Sidney Storer (1726-1793), segunda hija del acaudalado abogado Peter Storer. Este matrimonio permitió a Hawkins dedicarse a su auténtica pasión, la música, y comenzó a coleccionar manuscritos y tratados musicales de todo tipo. Por ejemplo, adquirió la valiosa biblioteca de Johann Christoph Pepusch, que eventualmente donaría al Museo Británico. A la muerte del hermano de su mujer en 1759, su esposa heredó una vasta fortuna, y Hawkins se retiró del ejercicio de la abogacía. Los Hawkins tuvieron dos hijas que murieron en la infancia, dos hijos varones, John Sidney Hawkins y Henry Hawkins, y una hija, la novelista Laetitia Hawkins.
En 1760 la familia se trasladó a Twickenham, a una villa cercana a la de Horace Walpole, donde Hawkins publicó una edición de la obra de Walton The Complete Angler; Or, Contemplative Man's Recreation: Being a Discourse On Rivers, Fish-Ponds, Fish, and Fishing, un manual de pesca que ensalzaba la vida contemplativa y la naturaleza.  En 1763 publicó un documento sobre el estado de las carreteras que se ha considerado la base de la Ley de Carreteras de 1835. Tras convertirse en juez de paz en 1761, Hawkins fue nombrado magistrado del condado de Middlesex, de la que se convirtió en el presidente de Sala en 1765. En 1772, siguiendo la práctica habitual, Hawkins fue nombrado caballero.

#### Historia de la música

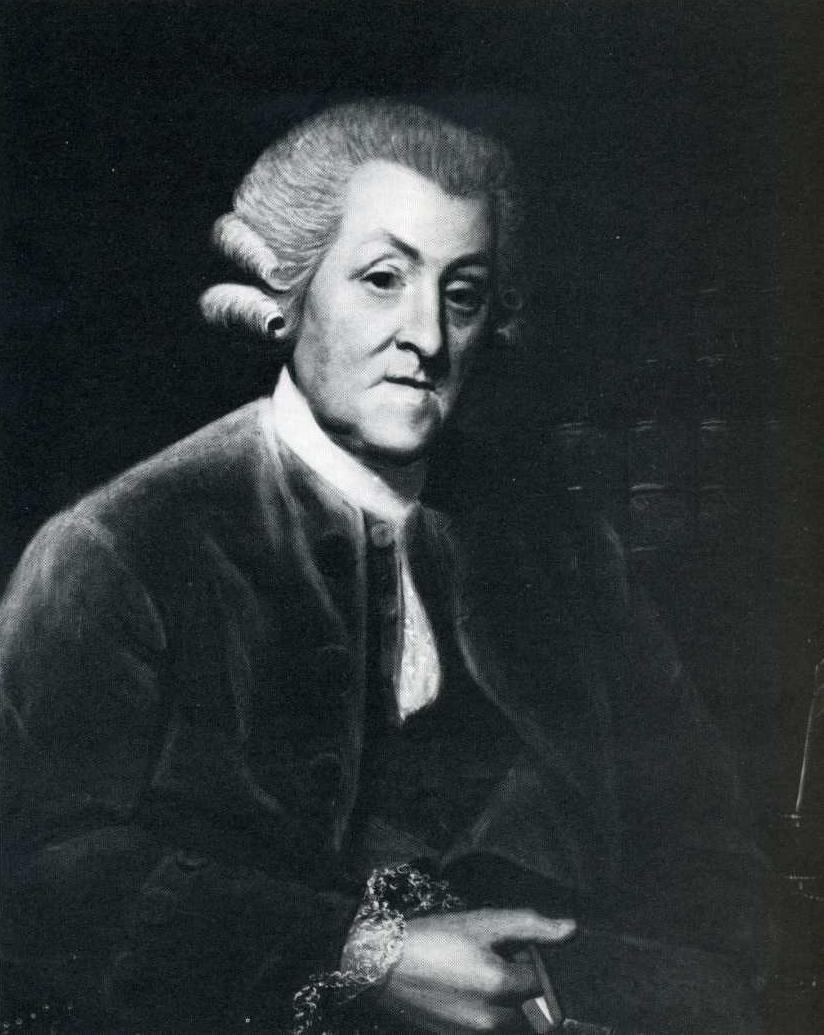
Sir John Hawkins 1786, grabado del retrato pintado por James Roberts

Durante este período, Hawkins había estado recopilando materiales para redactar su principal obra, A General History of the Science and Practice of Music, que se publicó en 1776. Esta fue la primera Historia de la música publicada en lengua inglesa. Para su redacción Hawkins tuvo acceso a un vasto arsenal de fuentes y manuscritos provenientes de su propia colección, de sus viajes a Francia, Italia y Alemania, y de la colección del Museo Británico. Su historia de la música gozó de cierto respeto, pero pronto se vio eclipsada por la General History of Music (1776-89) de Charles Burney. Con la ayuda de personajes como John Callcott, quien compuso una canción burlona contra Hawkins, la obra de Hawkins fue pronto relegada, Sin embargo, la historiografía posterior valoraría mucho más la historia de la música de Hawkins que la de Burney, sobre todo por su manejo de fuentes y referencias perdidas en la actualidad, de las que Hawkins es a menudo la única fuente disponible. A diferencia de Burney, Hawkins supo reconocer el valor de las obras de Haendel y de Bach.

#### Relación con Samuel Johnson
Hawkins fue amigo íntimos de Samuel Johnson, a quien visitaba asiduamente y al que unía una estrecha amistad desde que se conocieron en 1740. Fue uno de los miembros originales del Ivy Lane Club fundado en 1748-49 por Johnson, y uno de los miembros fundadores del Literary Club en 1764, ambas tertulias literarias que reunían a personalidades del círculo de Johnson. Pese a ello, Hawkins siempre mantuvo una relación de frialdad u hostilidad con muchos de los amigos de Johnson, que llegó a considerarlo "inclubable" por su abierta hostilidad hacia otros miembros del club. En su Vida de Samuel Johnson, James Boswell apenas se refiere a él salvo como albacea de Johnson y autor de una denostada biografía rival. Poco después de fundarse el Literary Club, Hawkins lo abandonó debido a una disputa con otros miembros. Pese a ello, continuó su relación con Johnson, a quien visitaba asiduamente aunque no formara parte del mismo círculo al que pertenecían Boswell o Joshua Reynolds. Hawkins estuvo presente durante los últimos meses de vida de su amigo Johnson, quien en apreciación lo nombró albacea testamentario. Pocas horas después de la muerte de Johnson, Thomas Cadell y William Strahan pidieron a Hawkins que escribiera una biografía y una edición de las obras de Johnson. Pese a estar enemistado con muchos de los amigos de Johnson, como albacea testamentario Hawkins tuvo acceso a los papeles de Johnson y usó los mismos para producir la primera biografía completa de Johnson, la Vida de Samuel Johnson (1787).
Esta obra ha sido eclipsada en gran medida por la obra mucho más larga y colorida del mismo título publicada por James Boswell cuatro años más tarde. Los amigos de Johnson y Boswell en particular criticaron la biografía de Hawkins con vehemencia, acusándolo de retratar a Johnson de manera negativa y de confundir o fabricar citas. De ella Boswell dijo:

Desde que se anunció mi obra, se han publicado varias Vidas y Memorias del Dr. Johnson, la más voluminosa de las cuales es una compilada para los libreros de Londres por Sir John Hawkins, Caballero, un hombre a quien, durante mi larga intimidad con el Dr. Johnson, vi en su compañía, creo que no más que una vez, y estoy seguro de que no más de dos veces. Es posible que Johnson lo estimara por su talante decente y religioso, y por su conocimiento de los libros y de la historia literaria; pero por las rígidas formalidades de sus modales, es evidente que nunca habrían podido convivir con facilidad y familiaridad; ni Sir John Hawkins tenía esa agradable percepción que era necesaria para distinguir las partes más finas y menos obvias del carácter de Johnson. Su nombramiento como uno de sus albaceas le dio la oportunidad de tomar posesión de los fragmentos de un diario y otros papeles que quedaron; de los cuales, antes de entregarlos al legatario residual, de quien eran propiedad, se esforzó por extraer lo esencial. En esto no tuvo mucho éxito, como he podido comprobar al leer esos papeles, que me han sido transferidos desde entonces. Debo reconocer que los pesados trabajos de Sir John Hawkins exhiben un fárrago, del cual una parte considerable no carece de entretenimiento para los amantes de los chismes literarios; pero además de estar hinchado con largos extractos innecesarios de varias obras (incluso una de varias páginas del Catálogo Harleiano de Osborne, que ni siquiera fueron compiladas por Johnson, sino por Oldys), una parte muy pequeña se relaciona con la persona que es el tema del libro; y, en eso, hay tal inexactitud en la declaración de los hechos, que en un autor tan solemne es difícilmente excusable, y ciertamente hace que su narración sea muy insatisfactoria. Y lo que es aún peor, hay en toda la obra un tinte oscuro y poco caritativo, por el cual se da la interpretación más desfavorable a casi todas las circunstancias del carácter y la conducta de mi ilustre amigo; quien, confío, será, en una descripción verdadera y justa, vindicado tanto de la injuriosa tergiversación de este autor, como de las ligeras asperezas de una dama que vivió una vez en gran intimidad con él...

La obra de Hawkins fue criticada por presentar "Un relato malévolo y rencoroso de la vida de Johnson, tremendamente inexacto y completamente ridículo por sus pomposos legalismos y sus divagaciones sobre todos los temas imaginables. El libro, si se les creía, era menos una biografía que una polémica, menos una obra de arte que una colección de chismes seniles..." El lenguaje que emplea Hawkins en la obra, abigarrado y lleno de modismos del mundo legal, fue motivo de mordaces críticas; en una reseña para el Monthly Review, Arthur Murphy comentó imitando el estilo de Hawkins "Lo más probable es que Sir John adquiriera sus nociones lingüísticas en el escritorio de su amo: admiró la fraseología de las escrituras y pergaminos, de los que, para expresarnos a su manera, leyó tanto, que en consecuencia de ello, ha estado principalmente familiarizado con ellos y con la ayuda de los pergaminos antes mencionados, perdió la elegancia antes mencionada, y utiliza obras, que en ellos a veces encontramos, y siendo criado y abogado, captó el lenguaje de dicho oficio, del que conserva tanto, que ahora se ha convertido en un crítico incompetente por ello, y en consecuencia de ello." Un chiste de la época relataba la historia de un cierto "caballero, recién llegado a la ciudad, que lleva varios días afligido por el letargo, debido a la lectura de tres capítulos de la Vida de Johnson, de Hawkins."
Pese a las críticas, la obra de Hawkins tiene cierto valor. Hawkins había conocido a Johnson desde la década de 1740, el doble de tiempo que Boswell, y su obra, de la que Boswell tomó prestada materiales libremente y a menudo sin citarlos, cubre algunos aspectos de la vida de Johnson mucho mejor. A diferencia de Boswell, quien sólo pasaba temporadas esporádicas con Johnson, Hawkins tenía tratos regulares con el mismo, y su biografía refleja con mucho más énfasis la naturaleza fuertemente religiosa de Johnson. Igualmente, lo conoció durante los períodos de mayor actividad política de Johnson, con lo que ofrece una visión mucho menos sesgada de las opiniones políticas de Johnson, frente a la caricatura de acerbo conservador que ofrece Boswell en su Vida. Finalmente, Hawkins estuvo con Johnson durante sus últimos meses, a diferencia de Boswell que había estado en Escocia durante algunos meses, y tuvo acceso a muchos materiales de Johnson que siguiendo las instrucciones testamentarias del propio Johnson deberían haberse mantenido en privado, algo que Boswell y otros amigos de Boswell como Malone criticaron con vehemencia.
Hawkins falleció en Londres en 1789 y fue enterrado en el claustro de la Abadía de Westminster.